# داميون كوك
داميون كوك (بالإنجليزية: Damion Cook)‏ هو لاعب كرة قدم أمريكية ولاعب كرة القدم الكندية أمريكي، ولد في 16 أبريل 1979 في ناشفيل في الولايات المتحدة، وتوفي في 26 يونيو 2015.

## وصلات خارجية
- داميون كوك على موقع مرجع كرة القدم المحترفة.كوم (الإنجليزية)
- داميون كوك على موقع JustSportsStats.com (الإنجليزية)